# Staré Sedlo (okres Tachov)
Staré Sedlo (Duits: Altsattel) is een Tsjechische gemeente in de regio Pilsen, en maakt deel uit van het district Tachov. Tot 1945 was de plaats bekend onder de Duitse naam Altsattel. De Duitstalige bevolking werd na de Tweede Wereldoorlog verdreven.
Staré Sedlo telt 240 inwoners (2006) en bestaat naast Staré Sedlo uit de kernen Darmyšl (vroeger Darmschlag) en Racov (vroeger Ratzau).

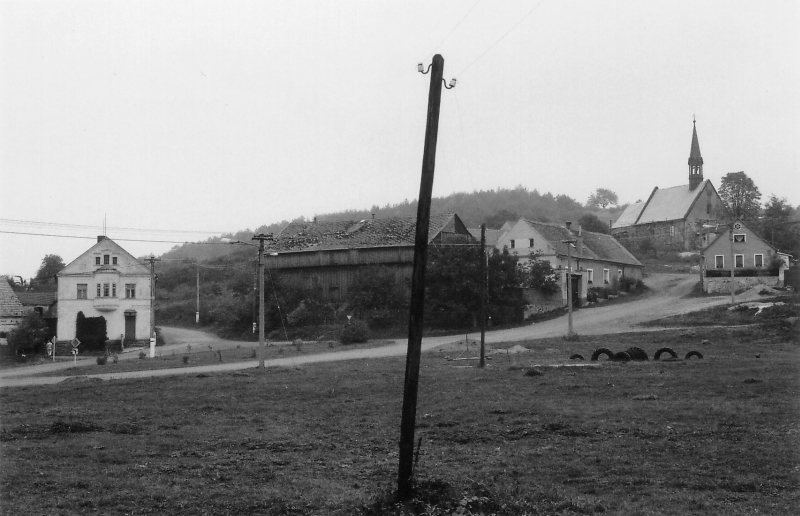
Racov in 1985

Benešovice ·
Bezdružice ·
Bor ·
Brod nad Tichou ·
Broumov ·
Cebiv ·
Ctiboř ·
Částkov ·
Černošín ·
Dlouhý Újezd ·
Erpužice ·
Halže ·
Horní Kozolupy ·
Hošťka ·
Chodová Planá ·
Chodský Újezd ·
Kladruby ·
Kočov ·
Kokašice ·
Konstantinovy Lázně ·
Kostelec ·
Kšice ·
Lesná ·
Lestkov ·
Lom u Tachova ·
Milíře ·
Obora ·
Olbramov ·
Ošelín ·
Planá ·
Prostiboř ·
Přimda ·
Rozvadov ·
Skapce ·
Staré Sedliště ·
Staré Sedlo ·
Stráž ·
Stříbro ·
Studánka ·
Sulislav ·
Svojšín ·
Sytno ·
Tachov ·
Tisová ·
Trpísty ·
Třemešné ·
Únehle ·
Vranov ·
Zadní Chodov ·
Záchlumí ·
Zhoř